# Концы (деревня, Кировский район)
Концы́ — деревня в Шумском сельском поселении Кировского района Ленинградской области.

## История
Как деревня Конец упоминается на карте Санкт-Петербургской губернии Ф. Ф. Шуберта 1834 года.

КОНЦЫ — деревня принадлежит полковнице Куломзиной, число жителей по ревизии: 45 м. п., 40 ж. п. (1838 год)

На картах Ф. Ф. Шуберта 1844 года и С. С. Куторги 1852 года также обозначена как деревня Конец.

КОНЦЫ — деревня госпожи Куломзиной, по просёлочной дороге, число дворов — 13, число душ — 48 м. п. (1856 год)

КОНЦЫ — деревня владельческая при колодцах, число дворов — 11, число жителей: 49 м. п., 59 ж. п. (1862 год)

В конце XIX века деревня административно относилась к Шумской волости 1-го стана Новоладожского уезда Санкт-Петербургской губернии, в начале XX века — 4-го стана.
Согласно военно-топографической карте Петроградской и Новгородской губерний издания 1915 года деревня называлась Конец, в деревне были две ветряные мельницы.
С 1917 по 1926 год деревня Концы входила в состав Шумского сельсовета Шумской волости Волховского уезда.
С 1926 года в составе Войпальского сельсовета. Согласно данным переписи населения СССР 1926 года в деревне Концы проживал 191 человек — все русские.
С 1927 года в составе Мгинского района.
С 1928 года в составе Шумского сельсовета.
По данным 1933 года деревня Концы входила в состав Шумского сельсовета Мгинского района.

План деревни Концы. 1941 год

Согласно топографической карте РККА 1941 года деревня насчитывала 34 двора. В северной части деревни находилась часовня.
С 1960 года в составе Волховского района.
В 1961 году население деревни Концы составляло 499 человек.
По данным 1966 и 1973 годов деревня Концы также находилась в подчинении Шумского сельсовета Волховского района.
По данным 1990 года деревня Концы входила в состав Шумского сельсовета Кировского района.
В 1997 году в деревне Концы Шумской волости проживали 19 человек, в 2002 году — 22 человека (все русские).
В 2007 году в деревне Концы Шумского СП проживали 12 человек, в 2010 году — 20.

## География
Деревня расположена в восточной части района на автодороге 41К-531 (Канзы — 84 км. автодороги «Кола). Рядом расположен посёлок Концы.
Расстояние до административного центра поселения — 4 км.
Расстояние до ближайшей железнодорожной станции Войбокало — 5 км.
Деревня окружена землями запаса Шумского сельского поселения.

## Демография
| 1862 | 2007 | 2010 | 2011 | 2017 |
| ---- | ---- | ---- | ---- | ---- |
| 108  | ↘12  | ↗20  | ↘10  | ↗12  |

## Инфраструктура
По данным администрации на 2011 год деревня насчитывала 20 домов.